# Christian Christiansen (fodboldspiller)
 For alternative betydninger, se Christian Christiansen. (Se også artikler, som begynder med Christian Christiansen)
Christian Christiansen (født 29. januar 1982) er en dansk tidligere fodboldspiller.
Den 26. juni 2013 blev det offentliggjort, at Christiansen stoppede på topplan grundet en alvorlig skade.

## Eksterne Henvisninger
- Christian Christiansens spillerprofil i DBU's Landsholdsdatabase
- Christian Christiansens spillerprofil på Transfermarkt (engelsk)
- Christian Christiansens profil hos FootballDatabase.eu (engelsk)